# Zbrodnia w Śladowie
Zbrodnia w Śladowie – masowy mord na polskich jeńcach wojennych oraz osobach cywilnych dokonany przez żołnierzy Wehrmachtu 18 września 1939 roku, podczas agresji III Rzeszy na Polskę, w okolicach wsi Śladów na Mazowszu. Zazwyczaj przyjmuje się, że ofiarą tej zbrodni padło ponad 300 osób.

## Przebieg wydarzeń
Zbrodnia miała miejsce 18 września 1939 roku nad brzegiem Wisły, na wale zwanym „Słówka” (inne źródła określają to miejsce mianem „główki” wiślanej). 
Według relacji naocznego świadka doszło do niej niedługo po tym, gdy Niemcy – posługując się „żywą tarczą” złożoną z ujętych polskich cywilów – złamali opór kilkunastu polskich kawalerzystów, którzy do ostatka bronili się nad wałem. Po zakończeniu walki cywilom rozkazano pogrzebać zwłoki poległych żołnierzy oraz zabite konie. Tymczasem na miejsce boju przyjechał starszy rangą niemiecki oficer. Po naradzie z jego udziałem cywilów zrewidowano i obrabowano. Następnie całą grupę, a także dużą grupę jeńców wojennych, którzy już wcześniej złożyli broń, pognano nad wał i ustawiono w dwuszeregu. W międzyczasie Niemcy zabijali pojedynczych polskich żołnierzy, którzy dotąd ukrywali się w nadbrzeżnych zaroślach, a teraz ujawniali się z zamiarem kapitulacji. 
Niedługo później, mimo próśb o litość, do tłumu otworzono ogień z trzech karabinów maszynowych. Część ofiar została zastrzelona i pogrzebana w miejscu egzekucji. Część utonęła po tym, gdy Niemcy zepchnęli je z wału do rzeki. Ogniem karabinów i broni maszynowej zabijano jeńców, którzy usiłowali uciec, przepływając na drugi brzeg Wisły.

## Ofiary i sprawcy
Z ustaleń polskich historyków i śledczych wynika, że z rąk niemieckich żołnierzy zginęło tego dnia ponad 300 osób. W gronie ofiar znalazło się około 150 jeńców wojennych – rannych i zdrowych, żołnierzy z rozbitych nad Bzurą oddziałów armii „Poznań” i „Pomorze”. Wśród około 150 ofiar cywilnych znalazło się natomiast 84 mieszkańców ówczesnej gminy Tułowice, a także uchodźcy wojenni pochodzący z różnych regionów Polski. Zamordowanymi cywilami byli przede wszystkim mężczyźni w wieku od 15 do 75 lat. Niemniej wśród ofiar masakry znalazło się co najmniej kilkoro małych dzieci.
Liczba ponad 300 ofiar została wskazana pierwotnie przez Szymona Datnera w pracy Zbrodnie Wehrmachtu na jeńcach wojennych w II wojnie światowej. Jest ona zazwyczaj akceptowana także przez innych polskich autorów Tomasz Sudoł wskazuje jednak, że Datner opierał się na relacji wyłącznie jednego świadka, stąd nie można wykluczyć, że liczba ofiar była w rzeczywistości niższa.
Rejestr miejsc i faktów zbrodni popełnionych przez okupanta hitlerowskiego na ziemiach polskich w latach 1939–1945 podaje nazwiska 23 zidentyfikowanych ofiar – mieszkańców Śladowa, Famułek Królewskich, Łasic, Przęsławic i Wilcza Śladowskiego.
Z masakry ocalały tylko dwie osoby: Stanisław Klejnowski i Alfred Kitliński (obaj byli mieszkańcami gminy Tułowice). Ten drugi stracił w czasie egzekucji dziadka i 10-letniego brata.
Zbrodni dokonała bliżej niezidentyfikowana jednostka pancerna Wehrmachtu. Szymon Datner przypuszcza, że sprawcami mogli być żołnierze operującej w tym rejonie, a zarazem znanej z licznych zbrodni wojennych, 4 Dywizji Pancernej z XVI Korpusu 10 Armii. Jan Jarecki odpowiedzialnością za zbrodnię obarcza żołnierzy wchodzącego w skład tej dywizji 12. pułku strzelców, którym dowodził ppłk Konrad von Czettritz und Neuhaus. Z kolei Rejestr miejsc i faktów zbrodni… podaje, że obok żołnierzy Wehrmachtu w masakrze uczestniczyli również członkowie SS.
Datner przypuszcza, że motywem zbrodni mogły być przedwojenne konflikty pomiędzy miejscową ludnością polską a niemieckimi „kolonistami”, a także żądza odwetu za twardy opór stawiany przez żołnierzy polskich w rejonie Śladowa.

## Epilog
W czasie okupacji, prawdopodobnie w 1942 roku, w miejscu zbrodni przeprowadzono ekshumację. Zwłoki zamordowanych jeńców pogrzebano na cmentarzu wojennym w Janówku. Zwłoki ofiar cywilnych spoczęły natomiast na cmentarzach parafialnych w Brochowie, Kamionie i Leoncinie.
Szymon Datner określił masakrę w Śladowie mianem „jednej z najpotworniejszych zbrodni notowanych w kronikach II wojny światowej”.
Podczas niemieckiej okupacji poniosło śmierć 37% mieszkańców  gminy Tułowice, przy czym tak dotkliwy terror wobec mieszkańców tych okolic był przynajmniej częściowo inspirowany przez miejscowych niemieckich „kolonistów”.

## Upamiętnienie
W 1966 roku w miejscu masakry wzniesiono pomnik w kształcie obelisku. Obecnie widnieje na nim tablica z inskrypcją o treści:

Pamięci Obrońców Ojczyzny

Wrzesień 1939 roku

Walczących bohatersko do ostatniego naboju 252 żołnierzy Wojska Polskiego, rozstrzelanych 18 września 1939 roku w po wzięciu do niewoli

Zamordowanych przez Niemców za pomoc walczącym oddziałom Wojska Polskiego 106 mieszkańców Śladowa i okolicznych wsi puszczańskich

Mieszkańcy Gminy Brochów, Społeczeństwo Powiatu Sochaczewskiego

Śladów 2008